# Liste d'œuvres d'art public dans le département de la Loire
Cet article vise à recenser les œuvres d'art dans l'espace public dans le département de la Loire, en France.

## Liste
Les œuvres sont classées par ordre alphabétique de communes et, au sein de celles-ci, par ordre chronologique d'installation, dans la mesure des informations disponibles.

### Sculptures
| Œuvre                     | Auteur                                            | Commune             | Localisation                                    | Notes                                           | Installation                                    | Coordonnées                                     | Illustration                                    |
| ------------------------- | ------------------------------------------------- | ------------------- | ----------------------------------------------- | ----------------------------------------------- | ----------------------------------------------- | ----------------------------------------------- | ----------------------------------------------- |
| Sans titre                | Irene Fortuyn (nl)                                | Andrézieux-Bouthéon | Lycée François-Mauriac                          |                                                 | 1994                                            | à géolocaliser                                  | Image manquante                                 |
| Jeanne d'Arc au sacre     | Paul Aubert                                       | Montbrison          | À déterminer                                    | Représente Jeanne d'Arc.                        | À déterminer                                    | à géolocaliser                                  | Jeanne d'Arc au sacre                           |
| Michel Rondet             | Joseph Lamberton                                  | La Ricamarie        | À déterminer                                    | Représente Michel Rondet.                       | 1913                                            | à géolocaliser                                  | Michel Rondet                                   |
| Monument du Brûlé         | Victor Caniato                                    | La Ricamarie        | À déterminer                                    |                                                 | 1989                                            | à géolocaliser                                  | Image manquante                                 |
| Les Gourmandes            | Arman                                             | Roanne              | Sur la place Jean-Troisgros                     |                                                 | 1992                                            | à géolocaliser                                  | Image manquante                                 |
| Animaux en béton          | Jean-Claude Galland et enfants                    | Sail-sous-Couzan    | À déterminer                                    |                                                 | 1974                                            | à géolocaliser                                  | Animaux en béton                                |
| Colonne à la vie          | Jean-Claude Galland, Carmelo Zagari et 36 enfants | Sail-sous-Couzan    | À déterminer                                    |                                                 | 1984                                            | à géolocaliser                                  | Image manquante                                 |
| Colonnes de la fraternité | Josette Deru et enfants                           | Sail-sous-Couzan    | À déterminer                                    |                                                 | 1989                                            | à géolocaliser                                  | Image manquante                                 |
| La Flamme                 | Alain Lovato                                      | Sail-sous-Couzan    | À déterminer                                    |                                                 | 1971                                            | à géolocaliser                                  | Image manquante                                 |
| La Gerbe                  | Ivan Avoscan                                      | Sail-sous-Couzan    | À déterminer                                    |                                                 | 1974                                            | à géolocaliser                                  | Image manquante                                 |
| La Mazotte                | Jo Ciesla                                         | Sail-sous-Couzan    | À déterminer                                    |                                                 | 1975                                            | à géolocaliser                                  | La Mazotte                                      |
| Sculpture habitable       | Jean-Claude Galland                               | Sail-sous-Couzan    | À déterminer                                    |                                                 | À déterminer                                    | à géolocaliser                                  | Sculpture habitable                             |
| Volumes ludiques          | Jean-Claude Galland et enfants                    | Sail-sous-Couzan    | À déterminer                                    |                                                 | 1983                                            | à géolocaliser                                  | Image manquante                                 |
| La Vulve                  | Jean-Claude Galland                               | Sail-sous-Couzan    | À déterminer                                    |                                                 | 1973                                            | à géolocaliser                                  | Image manquante                                 |
|                           |                                                   | Saint-Étienne       | Voir la liste des œuvres d'art de Saint-Étienne | Voir la liste des œuvres d'art de Saint-Étienne | Voir la liste des œuvres d'art de Saint-Étienne | Voir la liste des œuvres d'art de Saint-Étienne | Voir la liste des œuvres d'art de Saint-Étienne |

### Monuments aux morts
| Œuvre                                                    | Auteur                               | Commune                    | Localisation                                    | Notes                                           | Installation                                    | Coordonnées                                     | Illustration |
| -------------------------------------------------------- | ------------------------------------ | -------------------------- | ----------------------------------------------- | ----------------------------------------------- | ----------------------------------------------- | ----------------------------------------------- | --- |
| Poilu au repos (monument aux morts)                      | Copie d'après Étienne Camus          | Arcon                      | À déterminer                                    |                                                 | 1922                                            | à géolocaliser                                  | Poilu au repos (monument aux morts)                                                                              |
| Le Poilu victorieux (monument aux morts)                 | Copie d'après Eugène Bénet           | Bussières                  | À déterminer                                    |                                                 | À déterminer                                    | à géolocaliser                                  | Le Poilu victorieux (monument aux morts)                                                                         |
| Poilu au repos (monument aux morts)                      | Copie d'après Étienne Camus          | Cervières                  | À déterminer                                    |                                                 | À déterminer                                    | à géolocaliser                                  | Image manquante                                                                                                  |
| Poilu au repos (monument aux morts)                      | Copie d'après Étienne Camus          | Coutouvre                  | À déterminer                                    |                                                 | 1922                                            | à géolocaliser                                  | Poilu au repos (monument aux morts)                                                                              |
| Poilu baïonnette au canon (d) (monument aux morts)       | Copie d'après Étienne Camus          | Écoche                     | À déterminer                                    |                                                 | À déterminer                                    | à géolocaliser                                  | Poilu baïonnette au canon (d) (monument aux morts)                                                               |
| Poilu au repos (monument aux morts)                      | Copie d'après Étienne Camus          | Essertines-en-Donzy        | À déterminer                                    |                                                 | 1923                                            | à géolocaliser                                  | Image manquante                                                                                                  |
| Poilu au repos (monument aux morts)                      | Copie d'après Étienne Camus          | Juré                       | À déterminer                                    |                                                 | 1932                                            | à géolocaliser                                  | Poilu au repos (monument aux morts)                                                                              |
| Poilu écrasant l'aigle allemand (d) (monument aux morts) | Copie d'après Charles-Henri Pourquet | La Tour-en-Jarez           | À déterminer                                    |                                                 | À déterminer                                    | à géolocaliser                                  | Image manquante                                                                                                  |
| Poilu baïonnette au canon (d) (monument aux morts)       | Copie d'après Étienne Camus          | Le Cergne                  | À déterminer                                    |                                                 | À déterminer                                    | à géolocaliser                                  | Poilu baïonnette au canon (d) (monument aux morts)                                                               |
| Poilu au repos (monument aux morts)                      | Copie d'après Étienne Camus          | Magneux-Haute-Rive         | À déterminer                                    |                                                 | À déterminer                                    | à géolocaliser                                  | Poilu au repos (monument aux morts)                                                                              |
| Poilu au repos (monument aux morts)                      | Copie d'après Étienne Camus          | Malleval                   | À déterminer                                    |                                                 | À déterminer                                    | à géolocaliser                                  | Image manquante                                                                                                  |
| Poilu au repos (monument aux morts)                      | Copie d'après Étienne Camus          | Mars                       | À déterminer                                    |                                                 | 1922                                            | à géolocaliser                                  | Poilu au repos (monument aux morts)                                                                              |
| Le Poilu victorieux (monument aux morts)                 | Copie d'après Eugène Bénet           | Noirétable                 | À déterminer                                    |                                                 | À déterminer                                    | à géolocaliser                                  | Le Poilu victorieux (monument aux morts)                                                                         |
| Le Poilu victorieux (monument aux morts)                 | Copie d'après Eugène Bénet           | Roche                      | À déterminer                                    |                                                 | À déterminer                                    | à géolocaliser                                  | Le Poilu victorieux (monument aux morts)                                                                         |
| Poilu au repos (monument aux morts)                      | Copie d'après Étienne Camus          | Rozier-en-Donzy            | À déterminer                                    |                                                 | 1923                                            | à géolocaliser                                  | Image manquante                                                                                                  |
| Poilu au repos (monument aux morts)                      | Copie d'après Étienne Camus          | Saint-Barthélemy-Lestra    | À déterminer                                    |                                                 | 1922                                            | à géolocaliser                                  | Image manquante                                                                                                  |
|                                                          |                                      | Saint-Étienne              | Voir la liste des œuvres d'art de Saint-Étienne | Voir la liste des œuvres d'art de Saint-Étienne | Voir la liste des œuvres d'art de Saint-Étienne | Voir la liste des œuvres d'art de Saint-Étienne | Voir la liste des œuvres d'art de Saint-Étienne                                                                  |
| Le Poilu victorieux (monument aux morts)                 | Copie d'après Eugène Bénet           | Saint-Georges-en-Couzan    | À déterminer                                    |                                                 | À déterminer                                    | à géolocaliser                                  | Le Poilu victorieux (monument aux morts)                                                                         |
| Au mépris du danger (d) (monument aux morts)             | Copie d'après Eugène Bénet           | Saint-Julien-Molin-Molette | Devant la mairie                                |                                                 | À déterminer                                    | à géolocaliser                                  | Au mépris du danger (d) (monument aux morts)                                                                     |
| Le Poilu victorieux (monument aux morts)                 | Copie d'après Eugène Bénet           | Saint-Just-en-Bas          | À déterminer                                    |                                                 | À déterminer                                    | à géolocaliser                                  | Le Poilu victorieux (monument aux morts)                                                                         |
| Monument aux morts                                       | Jean-Baptiste Picaud                 | Saint-Martin-d'Estréaux    | Sur la place de l'Église                        | Classé MH (2021)                                | 1922                                            | 46° 12′ 19″ nord, 3° 47′ 58″ est                | Monument aux morts de Saint-Martin-d'Estréaux                                                                    |
| Le Poilu victorieux (monument aux morts)                 | Copie d'après Eugène Bénet           | Saint-Martin-la-Sauveté    | À déterminer                                    |                                                 | À déterminer                                    | à géolocaliser                                  | Le Poilu victorieux (monument aux morts)« Monument aux morts de 14-18 à Saint-Martin-la-Sauveté », sur e-monumen |
| Poilu écrasant l'aigle allemand (d) (monument aux morts) | Copie d'après Charles-Henri Pourquet | Saint-Maurice-en-Gourgois  | À déterminer                                    |                                                 | À déterminer                                    | à géolocaliser                                  | Poilu écrasant l'aigle allemand (d) (monument aux morts)                                                         |
| Poilu baïonnette au canon (d) (monument aux morts)       | Copie d'après Étienne Camus          | Saint-Priest-la-Prugne     | À déterminer                                    |                                                 | À déterminer                                    | à géolocaliser                                  | Poilu baïonnette au canon (d) (monument aux morts)                                                               |
| Le Poilu victorieux (monument aux morts)                 | Copie d'après Eugène Bénet           | Saint-Sauveur-en-Rue       | À déterminer                                    |                                                 | À déterminer                                    | à géolocaliser                                  | Le Poilu victorieux (monument aux morts)                                                                         |
| Poilu au repos (monument aux morts)                      | Copie d'après Étienne Camus          | Soleymieux                 | À côté de l'église                              |                                                 | 1927                                            | à géolocaliser                                  | Poilu au repos (monument aux morts)« Monument aux morts de 1914-1918 à Soleymieux », sur À nos grands hommes     |
| Poilu au repos (monument aux morts)                      | Copie d'après Étienne Camus          | Trelins                    | À déterminer                                    |                                                 | 1922                                            | à géolocaliser                                  | Image manquante                                                                                                  |

### Fontaines
| Œuvre | Auteur | Commune       | Localisation                                    | Notes                                           | Installation                                    | Coordonnées                                     | Illustration                                    |
| ----- | ------ | ------------- | ----------------------------------------------- | ----------------------------------------------- | ----------------------------------------------- | ----------------------------------------------- | ----------------------------------------------- |
|       |        | Saint-Étienne | Voir la liste des œuvres d'art de Saint-Étienne | Voir la liste des œuvres d'art de Saint-Étienne | Voir la liste des œuvres d'art de Saint-Étienne | Voir la liste des œuvres d'art de Saint-Étienne | Voir la liste des œuvres d'art de Saint-Étienne |

### Œuvres disparues ou retirées
| Œuvre | Auteur | Commune | Localisation | Notes | Installation | Coordonnées | Illustration |
| ----- | ------ | ------- | ------------ | ----- | ------------ | ----------- | ------------ |